# Tipula (Tipula) chubbi
Tipula (Tipula) chubbi is een tweevleugelige uit de familie langpootmuggen (Tipulidae). De soort komt voor in het Afrotropisch gebied.